# Beneška renesančna arhitektura
Beneška renesančna arhitektura je začela nastajati precej pozneje kot v Firencah, pravzaprav ne pred 1480-imi , in je skozi celotno obdobje večinoma povezana z arhitekti, ki so prišli delat v Benetke iz drugih delov Italije. Mesto je bilo v tistem obdobju zelo bogato in nagnjeno k požarom, zato se je večino časa gradilo, vsaj pročelja beneških stavb so bila pogosto še posebej razkošno okrašena.
V primerjavi z renesančno arhitekturo drugih italijanskih mest je bilo opaziti določeno mero konzervativnosti, zlasti pri ohranjanju splošne oblike stavb, ki so bile v mestu običajno zamenjave na omejenem prostoru, in v oknih, kjer so obokani ali okrogli vrhovi, včasih iz klasicistične različice vzorca beneške gotske arhitekture je ostala veliko bolj uporabljena kot v drugih mestih. Doževa palača je bila po požarih precej obnovljena, vendar večinoma za gotskimi fasadami.
Beneška elita je imela kolektivno prepričanje o pomembnosti arhitekture pri krepitvi zaupanja v republiko, in resolucija senata iz leta 1535 je zapisala, da je to »najlepše in najslavnejše mesto, ki trenutno obstaja na svetu«. Hkrati se je odvračala odkrita konkurenca med patricijskimi družinami v prid »skladne enakosti«, ki je veljala tako za stavbe kot za druga področja, in na novost zaradi nje same ali za povrnitev slave antike je veljala sumničavo. Čeprav so obiskovalci občudovali bogate ansamble, beneška arhitektura ni imela velikega vpliva izven lastnih posesti republike pred Andreo Palladijem (1508–1580), čigar slog paladijevske arhitekture je nekaj časa po njegovi smrti postal zelo vpliven, nenazadnje v angleško govorečem svetu.

## Beneške stavbe
Benetke so zgrajene na aluvialnem blatu, večina stavb v mestu pa je bila (in večinoma še vedno) podprta z velikim številom lesenih pilotov, zabitih v blato. Nad kamnito ploščadjo, ki sedi na teh, je običajen gradbeni material opeka, čeprav so bile renesančne fasade običajno obložene z istrskim kamnom, finim apnencem, ki ni strogo marmor, čeprav se pogosto tako imenuje. Ta je prišel po morju iz kamnolomov v Istri v Terafermi, zdaj na Hrvaškem. Prednost je imel tudi v tem, da je prenašal sol v obalnem zraku in poplave, veliko bolje kot marmor. Za kontrast so pogosto uporabljali druge kamne različnih barv, zlasti rdeči kamen iz Verone. Marmorino ali cocciopesto štukature, izdelane iz mletega apnenca, opeke in terakote, so bile tipičen zaključek notranjih sten, včasih pa tudi zunanjih.
Ravni stropi, podprti z lesenimi tramovi, so imeli prednost pred oboki, ki bi lahko počili, ko se je stavba usedla na pilotne temelje. Običajno sta dve plasti talnih desk, postavljeni pravokotno druga na drugo, sedeli na tramovih. Različne vrste lesa so se uporabljale za različne namene. V renesančni dobi ga je v bližnjih celinskih gozdovih primanjkovalo, stroški lesa so se zato precej zvišali. Prepoznavni in zelo veliki beneški dimniki z vrhom, prekritim s terakoto, kot obrnjen stožec, so bili zasnovani tako, da preprečijo uhajanje nevarnih isker in netenje požara.
Glavno mesto je bilo že v veliki meri pozidano, s stavbami tesno nabitimi v središču; to jasno prikazuje ogromen lesorez Jacopa de' Barbarija Pogled na Benetke z dvignjenim pogledom na mesto leta 1500. Večina veličastnejših renesančnih stavb je bila zamenjava, ki se je morala prilegati obstoječim mejam lokacije. Ker so bile stavbe tesno natrpane, so bile Benetke še bolj nagnjene k požarom kot druga italijanska mestna središča, kar je povzročilo potrebo po številnih novih stavbah. Zlasti okrožje Rialto je bilo skoraj uničeno leta 1514, Doževa palača je doživela hude požare v letih 1483, 1547 in 1577, čeprav je gotska zunanja fasada preživela. Skoraj stalno zaposlena gradbena dejavnost v Benetkah je pomenila, da je bilo kvalificiranih delavcev veliko. Kljub temu je dokončanje večjih stavb pogosto trajalo deset do dvajset let ali več.
Za razliko od palač ali hiš bogatih družin v drugih mestih v Italiji obramba ni bila velika skrb za beneške palače. Prenatrpano mestno središče je spodbujalo visoko gradnjo po standardih tistega obdobja, glavni dostop za svetlobo pa je bila pogosto sprednja fasada, ki ima zato običajno več in večja okna kot palače drugje. Ni bilo nenavadno, da so starim stavbam dodali več nadstropij. Prebivalstvo mesta, ki je do približno leta 1300 doseglo šestmestno število, je doseglo najvišjo vrednost vseh časov pri približno 190.000, preden je strašna kuga v letih 1575–1577 ubila približno tretjino ljudi (vključno s starim Tizianom in njegovim sinom).

## Zgodnje stavbe
Glavna vrata beneškega Arsenala, Porta Magna, so bila zgrajena v poznih 1450-ih in so bila eno prvih del beneške renesančne arhitekture. Temeljila so na rimskem Sergijevem slavoloku, slavoloku v Pulju v Istri, zdaj na Hrvaškem, nato pa na beneškem ozemlju. Od približno istega datuma je Arco Foscari, dovršen nadstrešek ali slavolok za slavnostni vhod na dvorišču Doževe palače, klasičen v svojih nižjih nivojih, na vrhu pa postane gozd gotskih fial.[19]

## Arhitekti in njihove glavne stavbe
Večina beneških arhitektov ni bila domačinov v mestu ali celo s terraferme ali celinskih ozemelj Beneške republike, vendar so veliki proračuni, ki so bili na voljo v Benetkah, mikali arhitekte iz vse severne in osrednje Italije. Umetniki, ki so večinoma znani kot kiparji, so delovali tudi kot arhitekti. Poleg Sansovina (o katerem je govora spodaj) je najpomembnejša družina Lombardo, zlasti Pietro Lombardo (1435–1515) , in nato manierist Alessandro Vittoria (1525–1608). Zgodovina beneške arhitekture je zapletena zaradi navade imenovanja tistega, kar bi danes lahko imenovali »vodilnega arhitekta«, protomaestro ali proto, za poročanje nadzornim odborom, katerih ime pogosto ostane v arhivih. Obseg, v katerem so bili dejansko odgovorni za oblikovanje, se zelo razlikuje.
Mauro Codussi (1440–1504) iz Lombardije je bil eden prvih arhitektov, ki je delal v renesančnem slogu v Benetkah, s sinom Domenicom, ki mu je pomagal in nadaljeval njegovo prakso po njegovi smrti. Njegova dela v javnih stavbah so zgornja nadstropja sv. Zaharije v Benetkah, San Giovanni Grisostomo (začetek 1497), Santa Maria Formosa (začetek 1492) in Procuratie Vecchie na trgu sv. Marka. Verjetno je zasnoval stolp s uro svetega Marka (iz leta 1495) in sodeloval s kiparji pri obnovi Scuola Grande di San Marco po požaru leta 1485. Požar leta 1483 je uničil vzhodno krilo Doževe palače in Codussi je zmagal na natečaju za njegovo zamenjavo, ki izdeluje popolnoma drugačne zasnove za fasade, obrnjene na dvorišče in na zunanjo stran. Njegove palače vključujejo Ca' Vendramin Calergi (začetek 1481) in Palazzo Zorzi Galeoni. Njegovo delo spoštuje in namiguje na številne elemente beneške gotike ter se z njo dobro ujema.
Drugi arhitekti, dejavni v obdobju zgodnje renesanse, so Giorgio Spavento (dejaven od leta 1489 ali prej, umrl 1509),[24] in Antonio Abbondi, pogosto znan kot Scarpagnino (umrl 1549), ki je deloval vsaj od leta 1505. San Sebastiano, Benetke, gradnja ki se je  začela leta 1506, je zgodnje delo. Oba sta imela veliko vladnih naročil.
Jacopo Sansovino (1486–1570), tudi pomemben kipar, je bil Firenčan z uspešno kariero v Firencah in nato v Rimu. Po katastrofalnem opustošenju Rima leta 1527 je pobegnil v Benetke in bil leta 1529 imenovan za glavnega arhitekta in nadzornika posesti (protomaestro ali proto) pri prokuratorjih San Marco. Kot pravi Manfredo Tafuri, njegov prvi projekt v Benetkah, Palazzo Gritti, ni bil nikoli zgrajen, saj so njegovi načrti, čeprav sijajni, veljali za preveč ekshibicionistično novost; ni uspel dojeti ideologije trezne in zadržane veličastnosti, ki jo zahtevajo beneški patriciji. Vendar pa je njegov načrt stabilizirati kupole San Marca, ki so že dolgo povzročale težave, z ovijanjem železnih trakov okoli njih, »ustvaril njegov ugled«. Kmalu je našel slog, ki je zadovoljil beneške mecene in je bil »dokončen za celotno poznejšo zgodovino beneške arhitekture«. Ustvaril je videz večine območja okoli trga sv. Marka onkraj same bazilike, pri čemer je zasnoval Biblioteca Marciana (1537 naprej) in kovnico ali "Zecca" na Piazzetta di San Marco. Njegove palače so Palazzo Corner della Ca' Grande (1532 naprej) in Palazzo Dolfin Manin iz leta 1536.
Biblioteca Marciana velja za njegovo »nedvomno mojstrovino« in za ključno delo v beneški renesančni arhitekturi. Andrea Palladio, ki jo je videl, ko so jo gradili, jo je označil za »verjetno najbogatejšo, kar je bila zgrajena od antičnih časov do danes«, Frederick Hartt pa jo je opisal kot »zagotovo eno najbolj zadovoljivih struktur v italijanski arhitekturni zgodovini«. Ima izjemno opazno lokacijo, z dolgo fasado, ki gleda na Doževo palačo čez Piazzetta di San Marco, krajše strani pa proti laguni in Piazza San Marco.
Michele Sanmicheli (1484–1559) iz Verone v terrafermi, se je izučil južneje, po vrnitvi v Verono leta 1527 pa ga je država najela kot vojaškega arhitekta. Večino njegovega dela so bile utrdbe in vojaške ali pomorske stavbe po beneških ozemljih, zlasti v Veroni, gradil pa je tudi številne palače, ki so zelo izvirne in beneško arhitekturo popeljejo v manierizem. Njegovo delo v Veroni predstavlja skupino stavb, ki opredeljujejo mesto na način, ki je primerljiv s Palladijevimi v Vicenzi. Palazzo Bevilacqua v Veroni (začetek 1529) je najbolj znana med njimi.
Glavni arhitekt poznejše beneške renesanse je bil Andrea Palladio (1508–1580), ki je bil tudi ključna osebnost poznejše italijanske renesančne arhitekture in njen najpomembnejši pisec o arhitekturi. Toda razen dveh velikih cerkva San Giorgio Maggiore (1566 naprej) in Il Redentore (1577 naprej) je iz več razlogov zasnoval razmeroma malo v samem mestu. Za beneško elito je zasnoval številne vile v Benečiji, v Vicenzi in vrsto znanih podeželskih hiš, relativno majhnih v primerjavi z nekaterimi južnimi. Palladijevski slog se je kasneje razvil v paladijevski arhitekturi Britanije in ameriških kolonij, njegovo beneško okno z osrednjim obokanim vrhom pa je po vsem svetu prevzelo zelo beneški element. Območje Unescove svetovne dediščine Mesto Vicenza in paladijevske vile v Benečiji obsega 23 stavb v mestu in 24 podeželskih vil.
Tako imenovana bazilika Palladiana v Vicenzi, ki se je začela graditi leta 1549, je niz fasad z ložami, ki obdajajo veliko gotsko javno dvorano mesta, ki se uporablja za namene, kot so sodišče, kjer se prvič pojavi njegova izdelana različica beneškega okna; to se imenuje paladijevsko okno ali paladijev motiv. Tukaj se pojavlja v obeh nadstropjih, kar je manj pogosto, ko je bilo kopirano. Stavba se opira na Sansovinovo Biblioteca Marciana, vendar je »strožje arhitekturna, manj odvisna od kiparstva in hkrati bolj prilagodljiva«. V Palazzo Chiericati, ki se je začela graditi leta 1551, sta spet dve nadstropji lož, vendar je fasada razdeljena navpično na tri dele tako, da se zgornja etaža nadaljuje v središču.
Vincenzo Scamozzi (1548–1616) iz Vicenze se je v Benetke preselil šele leta 1581, leto po Palladijevi smrti. Zasnoval je Procuratie Nuove na Piazza San Marco in dokončal številne projekte, ki jih je Palladio pustil nedokončane. Njegov učenec Baldassare Longhena (1598–1682), ki je bil za spremembo rojen v mestu, je nato dokončal Scamozzijeve projekte in medtem ko je Benetkam prinesel popolno baročno arhitekturo, so številne stavbe, zlasti palače, še naprej razvijale baročne forme, obliko beneškega renesančnega sloga.

## Beneške knjige o arhitekturi
Benetke so bile glavno evropsko središče vsega knjižnega založništva in postale glavno središče arhitekturnega založništva. Vitruvij je edini pomemben klasični pisatelj o arhitekturi, ki je preživel in njegovo delo De architectura so pozorno preučevali vsi renesančni arhitekti. Čeprav je bilo latinsko besedilo natisnjeno že prej, je prvo izdajo, ilustrirano z lesorezi, izdelal Fra Giovanni Giocondo v Benetkah leta 1511; je zasnoval Fondaco dei Tedeschi v letih 1505–08.
V Benetkah je izšlo tudi Sedem knjig ali Razprava o arhitekturi|Tutte l'opere d'architettura et propetiva Sebastiana Serlia (1475–1554), v več zvezkih od leta 1537 dalje. V mestu je delal kot arhitekt, a je pustil malo sledi. Te so bile tudi močno ilustrirane in postale bistveno branje ter hitro kopirane in prevedene po Evropi. Patricijski humanist, duhovnik in beneški diplomat Daniele Barbaro je bil Palladijev patron (Villa Barbaro), Palladio pa je ilustriral njegov italijanski prevod Vitruvija (1556). Palladijeva lastna I quattro libri dell'architettura (1570), ki jo je ilustriral sam, je ponovno imela velik vpliv po Evropi.
Glavna knjiga Vincenza Scamozzija L’Idea dell’Architettura Universale je izšla leta 1615 in se v bistvu ozira na Palladija; je bil vpliven pri širjenju paladijanstva.

## Zunanje povlikave
Precejšnje število posvetnih stavb je imelo poslikave na zunanjih stenah, običajno na fasadi. Včasih so jih delali veliki umetniki, zdaj pa so skoraj vse izginile. Nekaj zelo zbledelih fragmentov fresk Giorgioneja in Tiziana iz leta 1508, ki jih omenja Giorgio Vasari, so pozneje odstranili in so zdaj v Ca' d'Oro. Giorgione je poslikal tudi predprostor Ca' Vendramin Calergi.

## Bizantinski preporod
Benetke niso imele zgodovine kot starorimsko naselje, saj so bile ustanovljene na blatnih bregovih v Beneški laguni po padcu Bizantinskega cesarstva. Benečani so radi trdili, da je pomanjkanje kakršne koli poganske kontaminacije v njihovi zgodovini dalo njihovemu krščanstvu posebno »čisto, zakonito in neomadeževano« lastnost. Toda zgodovina mesta je bila dolgo časa tesno povezana z Bizantinskim cesarstvom in sklicevanja na bizantinsko arhitekturo so veljala za sorodna etosu identitete mesta. To se vidi v notranjosti cerkve San Salvador, na kateri je delalo več arhitektov. Začetek leta 1508, kmalu za baziliko sv. Petra v Rimu, je med drugim ta velika cerkev z notranjostjo, ki temelji na grškem križu, predstavljala beneški odgovor rimskemu preporodu.

## Galerija
- Arco Foscari na dvorišču Doževe palače, konec 1450-ih
- Cerkev sv. Zaharije, Benetke, Codussi je dokončal zgornje dele cerkve, začete v gotiki
- Scuola Grande di San Giovanni Evangelista, scenarij Pietro Lombardo, 1485
- Harmonija med Doževo palačo na levi in Biblioteca Marciana na desni
- Sansovinova Zecca, z Biblioteco Marciana in Doževo palačo onkraj
- San Francesco della Vigna, ki jo je začel Sansovino (1554) in končal Palladio
- Scuola di San Giorgio degli Schiavoni, Sansovino in Giovanni De Zan
- Palazzo Tiepolo, fasada, ki jo je prvotno poslikal Andrea Schiavone (ostale so šibke sledi)
- Scuola Grande di San Rocco, različni arhitekti
- Scuola Grande di San Marco, zdaj bolnišnica. Pietro Lombardo in Mauro Codussi
- Palladio, Villa Badoer, 1556 naprej, ena od njegovih vil na terafirmi
- Palladijeva vila Capra La Rotonda, ki se je začela leta 1567
- Palladijeva Cerkev San Giorgio Maggiore, Benetke, ki se je začela leta 1566
- Palladio, cerkev Redentore, se je začela leta 1577
- Palazzo Balbi, Alessandro Vittoria, 1582